# Gropius Passagen

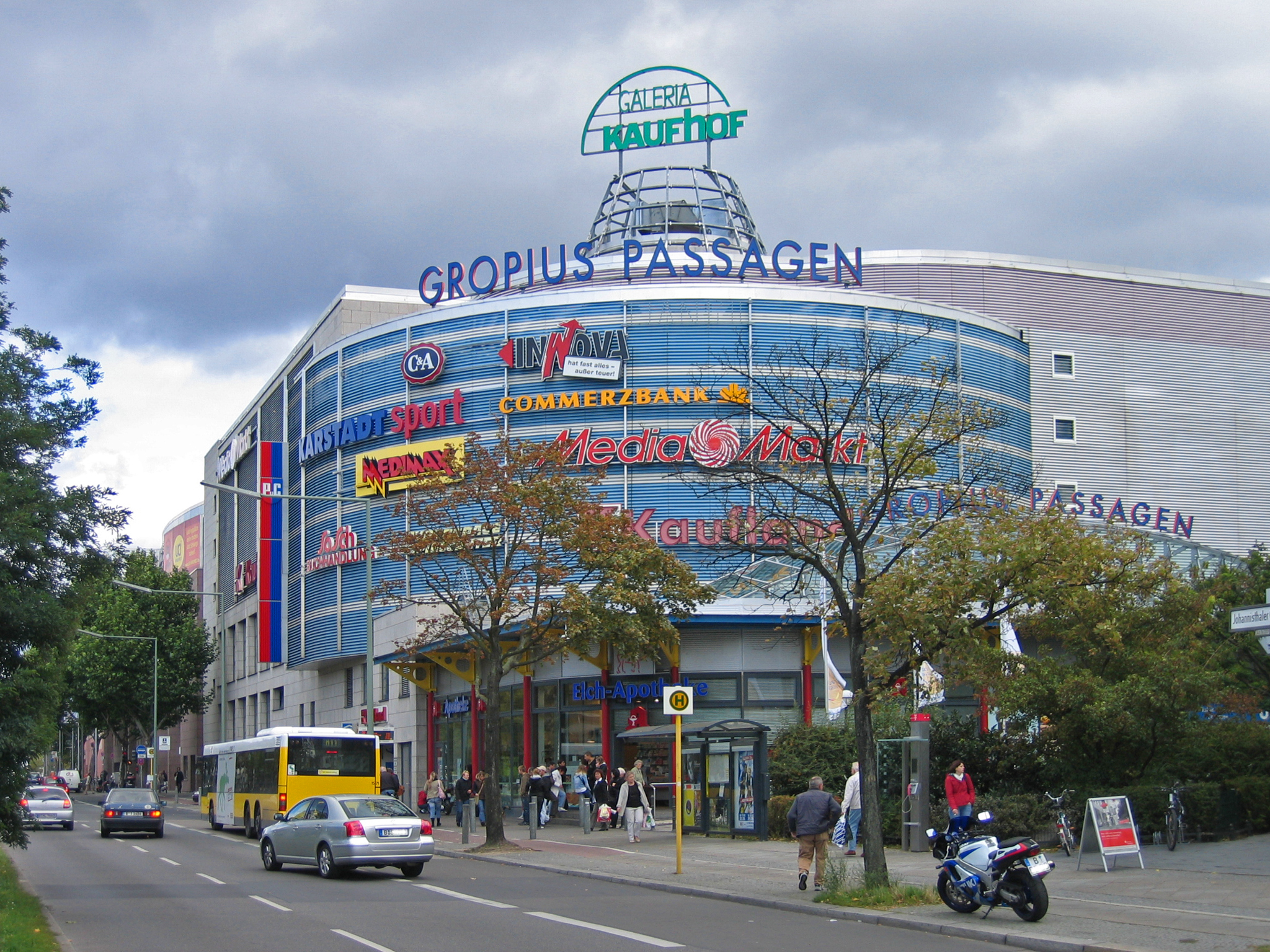
Gropius-passagen

De Gropius Passagen  is een winkelcentrum in de Berlijnse wijk Gropiusstadt in het zuiden van de wijk Neukölln. In 1994 werd het centrum verbouwd, waarna het 94.000 m² verkoopoppervlakte telt en daarmee het grootste winkelcentrum van de stad en een van de grootste winkelcentra van Duitsland is. 

## Geschiedenis
Al in 1969 bevond zich op de huidige locatie een winkelstraat met 40 paviljoenachtige winkels. In november  1996 werd de basis van het huidige winkelcentrum voltooid met 35.000 m² geopend. Op 4 september 1997 werd de tweede bouwfase voltooid met 34 winkels. De opening van het hele complex vond plaats op 2 september 1999.
Eind 2022 huisvestte het winkelcentrum ongeveer 140 winkels en restaurants. Daarnaast is er sinds 30 oktober 1997 een multiplexbioscoop. Het centrum heeft een directe toegang tot het metrostation Johannisthaler Chaussee en is ook goed bereikbaar met de bus. Het centrum biedt ruim 2.000 parkeerplaatsen verdeeld over drie parkeergarages.
In november 2011 keurden aandeelhouders van HFS Immobilienfonds Deutschland 11 van WealthCap, dat destijds eigenaar van het winkelcentrum was, de verkoop van de Gropius Passagen aan mfi en TIAA goed voor een bedrag van € 341 miljoen. 

## Verbouwing
In november 2018 werd een renovatie van de Gropius Passagen afgerond. Het gehele complex is gemoderniseerd en heeft na de renovatie een andere uitstraling gekregen. Tijdens de verbouwing moesten enkele winkels verhuizen, maar er kwamen ook nieuwe winkels bij.